# Square de Vivarais
Le square de Vivarais est une voie du 17e arrondissement de Paris, en France.

## Situation et accès
Le square de Vivarais est une voie située dans le 17e arrondissement de Paris. Il débute au 24, boulevard Gouvion-Saint-Cyr et se termine au 1, square du Graisivaudan.

## Origine du nom

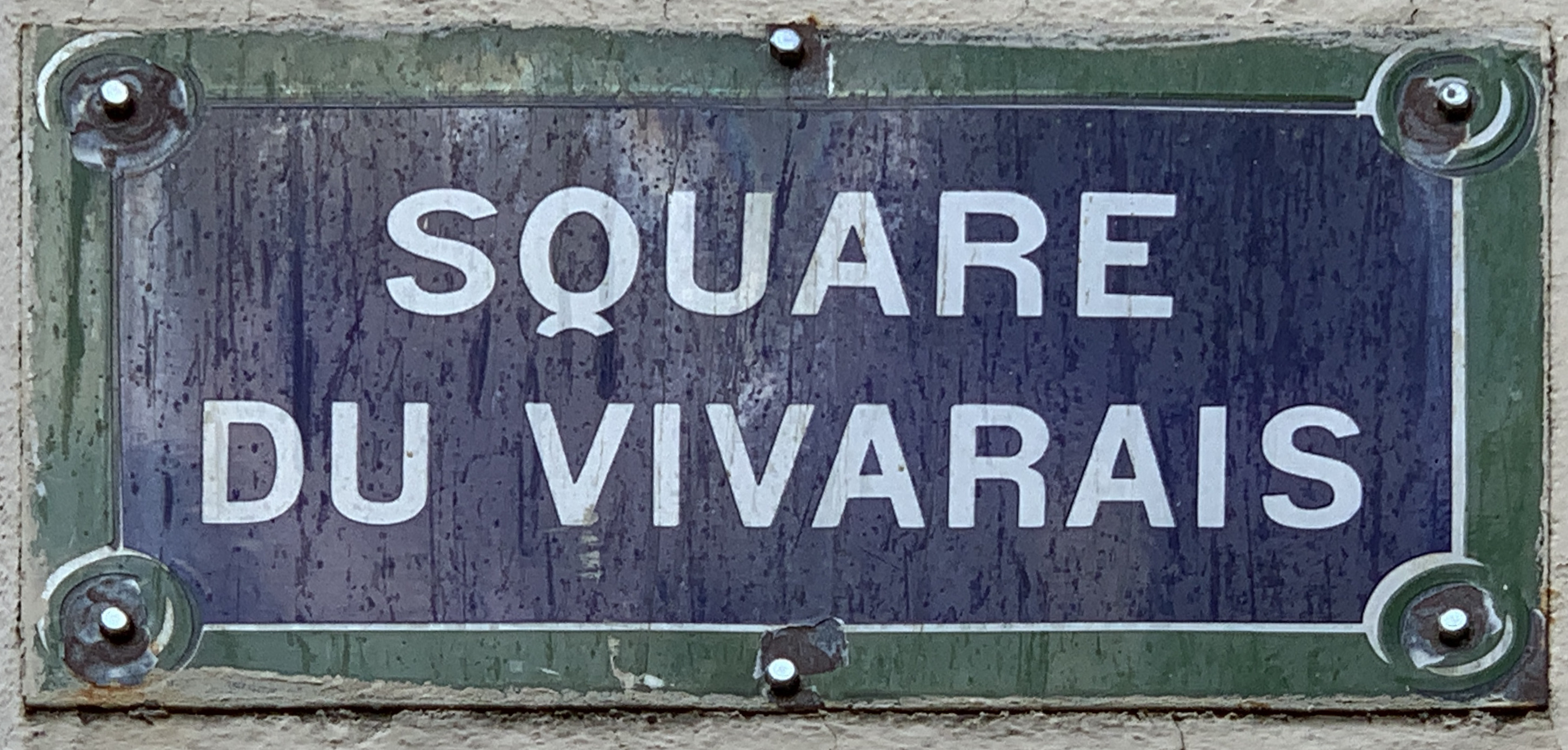
Plaque du square.

Il porte le nom du Vivarais, une ancienne province française.

## Historique
Ce square est ouvert et prend sa dénomination actuelle en 1932 sur l'emplacement du bastion no 49 de l'enceinte de Thiers.